# Морейский деспотат
Морейский деспотат (греч. Δεσποτάτο του Μορέως), Мистрский (Мистрийский) деспотат (греч. Δεσποτάτο του Μυστρά), Морейское государство — автономное греческое государственное образование в составе Византийской империи. Деспотат был образован как удельное княжество императором Иоанном VI Кантакузином для своего сына Мануила в конце 1348 или начале 1349 года. Однако вспыхнувшая впоследствии гражданская война в Византии сделала Морею при династии Кантакузинов фактически независимым от Константинополя государством. Впоследствии, в 1383 году правящая в Византии династия Палеологов смогла установить власть в регионе, в результате чего Морейский деспотат стал более тесно связан с политикой Константинополя.
Как правило, государством управлял один или несколько сыновей действующего византийского императора, носивших титул деспота. Столицей автономного государства был хорошо укреплённый город Мистра, располагавшийся рядом с древней Спартой и являвшийся важным центром византийской культуры и власти XIV—XV вв.
После падения Константинополя в 1453 году Морейский деспотат, наряду с Трапезундской империей, оставался одним из последних греческих государств, ещё не присоединённых к Османской державе, и был захвачен турками-османами на год раньше Трапезунда, в 1460 году.

## Территория и внутренняя организация деспотата
За более чем свою вековую историю границы деспотата менялись, и к 1430 году при деспоте Феодоре II Палеологе его территория занимала практически весь полуостров Пелопоннес, который в то время именовался Мореей. Его преемнику Константину удалось расширить влияние деспотата на латинское Афинское герцогство и сделать его правителя вассалом и данником Мореи.
О внутренней организации государства известно немного. Деспотат вёл торговые отношения с владевшей несколькими крепостями в Морее Венецианской республикой, которая являлась основным поставщиком железа. И хотя на территории деспотата были богатые залежи железа, в распоряжении правителей Мореи не было специалистов в области горного дела и выплавки металла. Главным образом в Морее было налажено производство шёлка, который шёл на продажу как в Венецию, так и на внутренний рынок.
Население государства, в основном, состояло из православных греков и албанцев. Ещё при первом деспоте Мануиле началось активное заселение албанцами Пелопоннеса. Часть из них стала заниматься сельским хозяйством, а другая влилась в армию деспотата. С приходом к власти Палеологов политика привлечения албанцев в Морею была продолжена, и при Феодоре I они стали основной военной силой деспотата. Все это позволило успешно противостоять как Ахейскому княжеству, так и мятежным архонтам.

## История

### Образование деспотата
Деспотат образовался на территории франкского Ахейского княжества. Само княжество было создано в результате раздела Византийской империи крестоносцами после Четвёртого крестового похода 1204 года. В 1259 году правитель княжества, Гильом II де Виллардуэн, проиграл Пелагонейскую битву будущему византийскому императору Михаилу VIII Палеологу. В результате ахейский князь был вынужден отдать императору большую часть восточной Мореи и свои только построенные крепости. Эта территория со столицей Мистрой и стала центром Морейского деспотата.
В 1308 году Византийский император Андроник II Палеолог назначил первого пожизненного эпитропа (наместника) Мореи Михаила Кантакузина. В связи с отдаленностью региона от владений Византии, наместники пользовались большой автономией. Приход Михаила в Морею привел к экономической стабилизации региона, давая его преемнику Андронику Асеню возможность начать захватническую войну с Ахейским княжеством за контроль над Пелопоннесом. Так новый эпитроп, воспользовавшись внутренней борьбой в Ахее, к 1320 году завоевал большую территорию в центральной Мореи.
В 1321 или 1322 году Андроник был отозван в Константинополь из-за начавшейся в Византии междоусобной войны между император Андроником II и его внуком Андроником III. Наместничество в Морее было отдано некоему Андрею, который управлял регионом предположительно до 1325 года. После этого о развитии Мореи до середины XIV века больше ничего не было известно. Несмотря на успешное правление первых наместников, к моменту образования деспотата, ситуация в Морее была не благоприятной. На греческой части полуострова постоянно происходили столкновения с Ахейским княжеством. На море действовала турецкая пиратская флотилия, а среди греческих архонтов происходили раздоры.

### Правление Кантакузинов
В конце 1348 или в начале 1349 года, император Иоанн VI Кантакузин реорганизовал территорию так, чтобы создать апанаж для своего сына, деспота Мануила. Так был создан автономный Морейский деспотат во главе династии Кантакузинов. Первому правителю удалось укрепить свою власть. Он подчинил своей власти мятежных архонтов, отразил набеги турецких пиратов и расширил свои владения в войнах с Ахейским княжеством. При нём также берёт начало и фактическая самостоятельность региона от Константинопольского правительства.
Мануил также пытался построить военно-морской флот, который мог бы полностью защитить побережье Мореи от турецких пиратов. Однако это требовало большого финансового вложения и, когда Кантакузин попытался обложить население дополнительным налогом, последние восстали и угрожали свергнуть деспота. В конце концов Мануил был вынужден отказаться от идеи строительства флота.
Во время гражданской войны в Византии и последующим свержением Иоанна VI Кантакузина, Мануил смог сохранить свою власть в Морее. Византийский император Иоанн V Палеолог послал против него отряд во главе с братьями Михаилом и Андреем Асенями. По прибытии на Пелопоннес осенью 1355 года, братья Асени получили поддержку некоторых местных архонтов, не довольных властью деспота, и смогли захватить большую часть владений Мануила. Они разграбили Венецианские владения, чтобы собрать больше последователей, раздавая добычу. Однако подавляющее число населения и венецианцы приняли сторону деспота Мануила и византийские войска были изгнаны из Мореи. Видя популярность Кантакузина, император Иоанн V был вынужден признать власть деспота Мануила в Морее.
Всё же в конце XIV века соперничающая династия Палеологов захватила власть в Морее после смерти деспота Матфея Кантакузина в 1383 году. Перед смертью Матфей передал власть над Мореей своему сыну севастократору Димитрию I, завещав ему обеспечить спокойный переход Мореи от рода Кантакузинов роду Палеологов. Однако Димитрий не подчинился воле отца и попытался сохранить власть Кантакузинов в Морее, но в этом же году он умер. Таким образом новым правителем Мореи стал Феодор I Палеолог.

### Правление Палеологов
Приняв власть, первый Палеолог столкнулся с неповиновением морейских архонтов. Самый могущественный из них был правитель Монемвасии Павел Мамон. Будучи не в силах справиться с ним, Феодор попытался уступить город Венеции. Мамон же обратился за помощью к туркам-османам. Ещё до этих событий Морейский деспотат стал вассалом Османской империи. Султан Баязид I вызвал Палеолога в Серры в 1393 году. Феодор был вынужден подчиниться его приказу и обязался передать Монемвасию уже Османской империи.
Чтобы справиться с засильем архонтов, Феодор поощрил православных албанцев селиться в Морее. Эту практику начал ещё Мануил Кантакузин. При Палеологе албанцы создали прочный костяк армии деспотата. Кроме того деспот заключил союз с Афинским герцогством, выдав свою дочь замуж за герцога Нерио I. После этих событий Феодор при поддержке Афин неожиданно напал и захватил венецианскую крепость Аргос в 1388 году.
Из-за войны в Леванте республика не могла вернуть утраченную крепость путём военных действий и пыталась вернуть Аргос дипломатией. К Феодору были направлены несколько посольств, но деспот отказался сдавать крепость. В ответ Венеция прекратила все торговые отношения с Морейским деспотатом. Лишь из-за нарастающей турецкой угрозы, Палеолог решился вернуть Аргос и 27 мая 1394 года в Модоне между Мореей и Венецией установился мир.
Удачнее развивались военные действия против Афинского герцогства, чей правитель Нерио I скончался. Так с помощью около 20 тысячной армии, Феодор в 1394 году осадил и взял Коринф.
Несмотря на вассалитет, турки-османы стали устраивать набеги на Морею. Феодору I удалось несколько раз разгромить турецкие отряды. Но деспот ничего не мог противопоставить полномасштабному вторжению османов. Турки оккупировали всю Морею. Но закрепиться в деспотате османам не удалось. В 1402 году султан Баязид I был разгромлен в битве с тюркским правителем Тамерланом. Сам правитель Османской империи попал в плен и на его землях началась борьба за власть. Всё это позволило грекам сохранить власть в Морее. Более того во время османского междуцарствия в 1402—1413 годах и во время правления султана Мехмеда I, Морейский деспотат смог избавиться от турецкого вассалитета.
Пользуясь благоприятным моментом, в Морейском деспотате стали укреплять Коринфский перешеек. За крепкими стенами Византийский император Мануил II Палеолог рассчитывал создать в деспотате надёжное убежище в случае падения Константинополя. Так, под руководством императора на перешейке была восстановлена шестимильная стена Гексамилион. В это время столица региона, Мистра, стала своеобразным центром поздневизантийского Возрождения, которое, конечно, носило относительный характер на фоне угасающего Константинополя.
После смерти Феодора I в 1407 году, новый деспот Феодор II Палеолог всё время вёл войны с Ахейским княжеством, пытаясь захватить весь Пелопоннес. В 1416—1417 деспоту удалось захватить почти все латинские владения на полуострове и лишь вмешательство Венеции отсрочило окончательное падение Ахейского княжества. Вскоре началась война с эпирским деспотом Карлом I Токко, который пытался предотвратить захват греками своих наследственных земель на Пелопоннесе. Феодор II заручился помощью у своего брата Византийского императора Иоанна VIII. Император лично прибыл в Морею со своим братом Константином. Объединёнными силами братья осадили с моря и с суши Гларенцу, ставшую резиденией Карло I. В свою очередь деспот Эпира собрал флот со всех своих владений. В последующей битве у Эхинадских островов в 1427 году, войска Токко были разгромлены. Деспот Эпира отказался от своих территориальных претензий на Пелопоннесе.
После этих событий с 1428 года в деспотате началось совместное правление трёх братьев Палеологов: Феодор II оставался в Мистре, Константин стал правителем Гларенцы, а третий — Фома получил область в Аркадии.
В то же время военные и экономические силы Морейского деспотата были подорваны вторжением турок. В 1421 году на Османский престол взошёл Мурад II, приступивший к восстановлению турецкого могущества, подорванного османским междуцарствием. Весной 1423 года османы, преодолев Коринфский перешеек, вторглись и опустошили Морею, вынудив деспотат вновь стать вассалом турок, выплачивая дань. Но турки не остались здесь на долго, а Венеция обязалась помочь морейцам если подобный налёт повторится. Более того венецианские корабли патрулировали прибрежные воды и были сильнее турецкого флота.
В 1429 году в связи с ослаблением остатков Ахейского княжества деспот Фома предпринял военную кампанию против княжества, вынудив Чентурионе II Дзаккариа дать согласие на брак его дочери Катерины с Фомой, что делало Морейский деспотат наследником всех владений Ахеи. В 1432 году Чентурионе II умер и, таким образом, под властью Мореи оказался практически весь Пелопоннес, за исключением нескольких венецианских крепостей.
В 1443 году Феодор II отрекся от морейского престола. В этом же году был объявлен крестовый поход против турок-османов. В этих условиях новый деспот Мистры Константин пытался развить успех и объединить под властью Мореи всю южную Грецию. Он напал на латинское Афинское герцогство, захватив Фивы и Афины и вынудил данника турок Нерио II принести вассальную присягу Морейскому деспотату. После этого Константин начал действовать в османской части Фессалии, где деспота поддержали албанцы и влахи. Но, в дальнейшем, успех развить не удалось. В 1444 году турки разгромили рыцарей-крестоносцев в битве при Варне. И, уже, в 1446 году османский султан Мурад II вторгся на территорию Афинского герцогства, положив конец успехам Константина.

### Падение государства
Мурад II подступил к границам Мореи на Коринфском перешейке. У стены Гексамилион, Константину удалось оказать туркам-османам заметное сопротивление. Однако когда это укрепление пало, путь османам в Морею был открыт. Турки вновь вторглись и разграбили Пелопоннес, уведя с собой около 60 тысяч пленных. Судьба деспотата была предрешена.
В 1449 году деспот Константин взошёл на византийский престол. Морея была поделена между его братьями: Фома стал правителем Гларенцы, Димитрий II получил Мистру. Преемник Мурада, Мехмед II Завоеватель захватил 29 мая 1453 года Константинополь. Последний император Константин пал в битве. Византийская империя, которая к тому времени представляла собой Константинополь с пригородами, прекратила свое существование.
Деспот Фома Палеолог ещё пытался сопротивляться туркам-османам и стал планировать оборону Мореи, начав укреплять Коринфский перешеек. Однако между ним и его братом Димитрием II начала расти напряжённость. Деспот Фома придерживался прозападной ориентации, надеясь на помощь католиков в борьбе с турками-османами, а деспот Димитрий II напротив, стал поддерживать последних. На этих противоречиях сыграл Мануил Кантакузин, внук Димитрия I, пытавшийся восстановить в Морее власть Кантакузинов.
В 1453 году Мануил восстал против Палеологов, заручившись поддержкой около 30 тысяч албанцев. Вскоре он был провозглашен мятежными греками и албанцами новым деспотом. Ситуацию ещё больше усугубило второе восстание во главе с Иоанном Дзаккариа, сыном последнего Ахейского князя. В начале Кантакузину сопутствовал успех. Он контролировал большую часть Мореи. Дзаккариа тем временем захватил крепость Этос, провозгласив себя Ахейским князем. Но вскоре братья Палеологи объединились и обратились за помощью к туркам-османам и Венеции. В октябре 1454 года османские войска под командованием Турахан-бея нанесли сокрушительное поражение албанцам. Вскоре, совместными усилиями восстание Кантакузина и Дзаккариа было полностью подавлено.
Однако победа досталась установлением колоссальной ежегодной подати (12 тысяч золотых монет), которую деспоты должны были выплачивать султану. А вскоре, обострились противоречия Фомы и Димитрия, что привело к новым вооружённым столкновениям уже между братьями. Более того в 1456 году пало Афинское герцогство, бывшее своего рода буфером между Мореей и обширными османскими владениями.
Между тем, междоусобная война настолько ослабила регион, что при вступлении турецких войск в Морейский деспотат в 1458 году им почти нигде не было оказано сопротивление. Лишь Коринф оказал заметное сопротивление войскам турок и был захвачен 6 августа после нескольких месяцев осады. Более того, даже перед лицом османского вторжения деспоты по-прежнему не находили путей к примирению и продолжали грабить владения друг друга. 31 мая 1460 года османы захватили столицу деспотата Мистру. После этого морейские города открывали свои ворота султану без сопротивления. Только морейская крепость Сальменик оборонялась от турок и была взята в июле 1461 года. Морейский деспотат прекратил свое существование. Ещё в июне 1460 года Фома бежал в Италию, Димитрий же остался в Греции и отдался на милость султана.

### Греческие наследники Мореи
После утраты Морейского деспотата Фома Палеолог, признанный во всей христианской Европе как законный наследник Византийской империи, обосновался в Риме. Фома надеялся когда-нибудь вернуться в Морею и, чтобы снискать себе поддержку в Западной Европе, он принял католицизм. Но в 1465 году Палеолог умер.
После его смерти положение законного императора Византии и деспота Мореи было унаследовано его старшим сыном Андреем, родившимся в Мистре около 1453 года. Однако и ему не суждено было вернуться в Грецию. Более того, титулярный деспот Мореи влез в долги и продал все свои права испанским монархам Фердинанду и Изабелле в 1502 году.

## Деспоты Мореи

### Династия Кантакузинов
| Имя на русском        | Имя на греческом              | Годы правления | Примечания                |
| --------------------- | ----------------------------- | -------------- | ------------------------- |
| Мануил Кантакузин     | Μανουήλ Καντακουζηνός,        | 1348/1349—1380 |                           |
| Матфей Кантакузин     | Ματθαίος Ασάνης Καντακουζηνός | 1380—1383      |                           |
| Димитрий I Кантакузин | Δημήτριος Α΄ Καντακουζηνός    | 1383           | Носил титул севастократор |

### Династия Палеологов
| Имя на русском             | Имя на греческом                   | Годы правления      | Соправители                        | Примечания                                                                             |
| -------------------------- | ---------------------------------- | ------------------- | ---------------------------------- | -------------------------------------------------------------------------------------- |
| Феодор I Палеолог          | Θεόδωρος Α΄ Παλαιολόγος            | 1383—1407           |                                    | Во время полномасштабного вторжения турок, на некоторое время покинул деспотат         |
| Феодор II Палеолог         | Θεόδωρος Β΄ Παλαιολόγος            | 1407—1443           | Константин, Фома                   |                                                                                        |
| Константин Палеолог Драгаш | Κωνσταντίνος Παλαιολόγος, Δραγάσης | 1428—1437 1439—1449 | Феодор II, Фома                    | В 1437—1439 был регентом Константинополя во время отсутствия своего брата Иоанна VIII. |
| Фома Палеолог              | Θωμάς Παλαιολόγος                  | 1428—1460           | Феодор II, Константин, Димитрий II |                                                                                        |
| Димитрий II Палеолог       | Δημήτριος Β΄ Παλαιολόγος           | 1449—1460           | Фома                               |                                                                                        |